# Espostoa lanata
Espostoa lanata o cacto del anciano peruano es un cacto columnar del norte de Perú y provincia de Loja en Ecuador

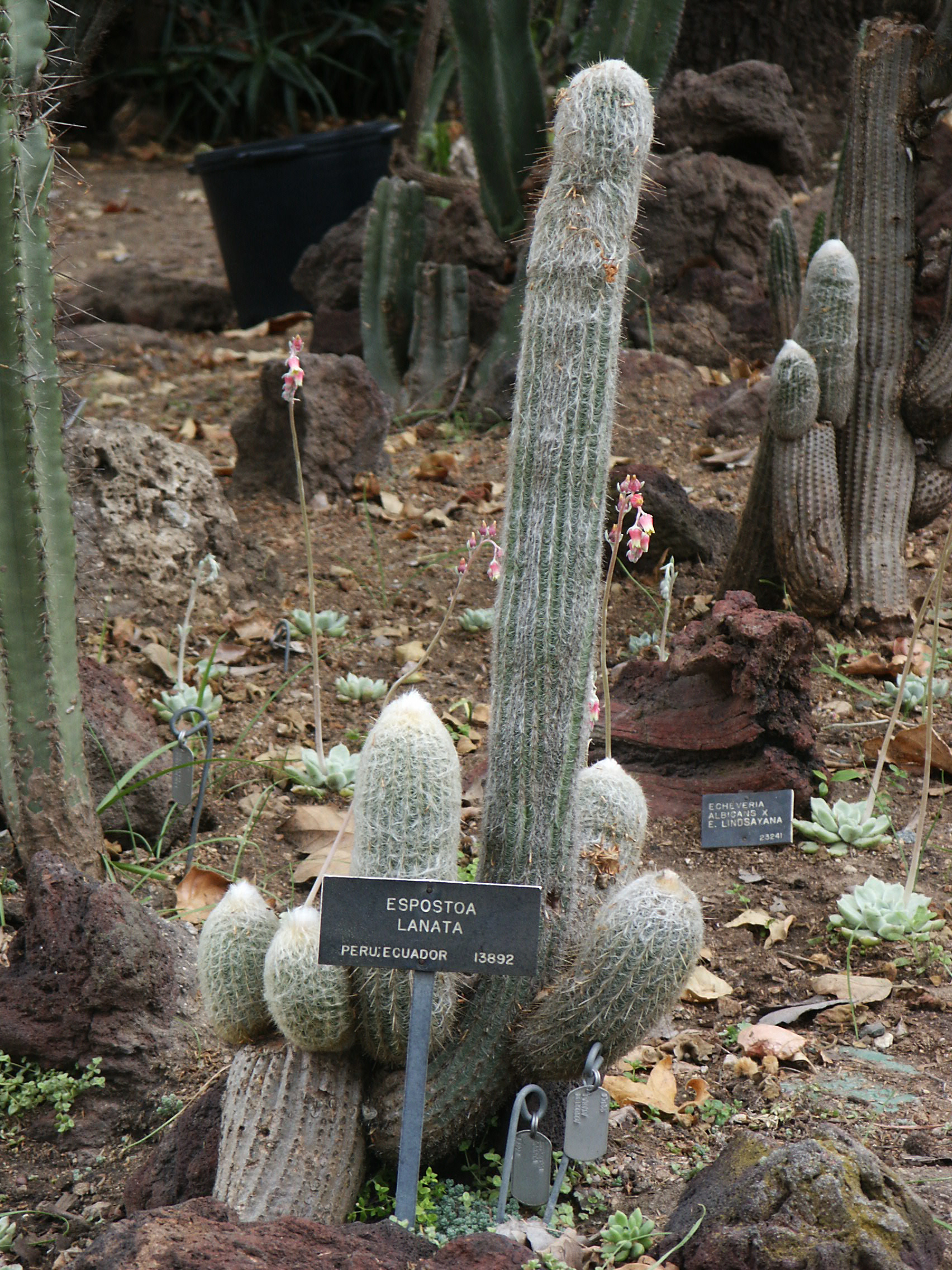
Vista de la planta

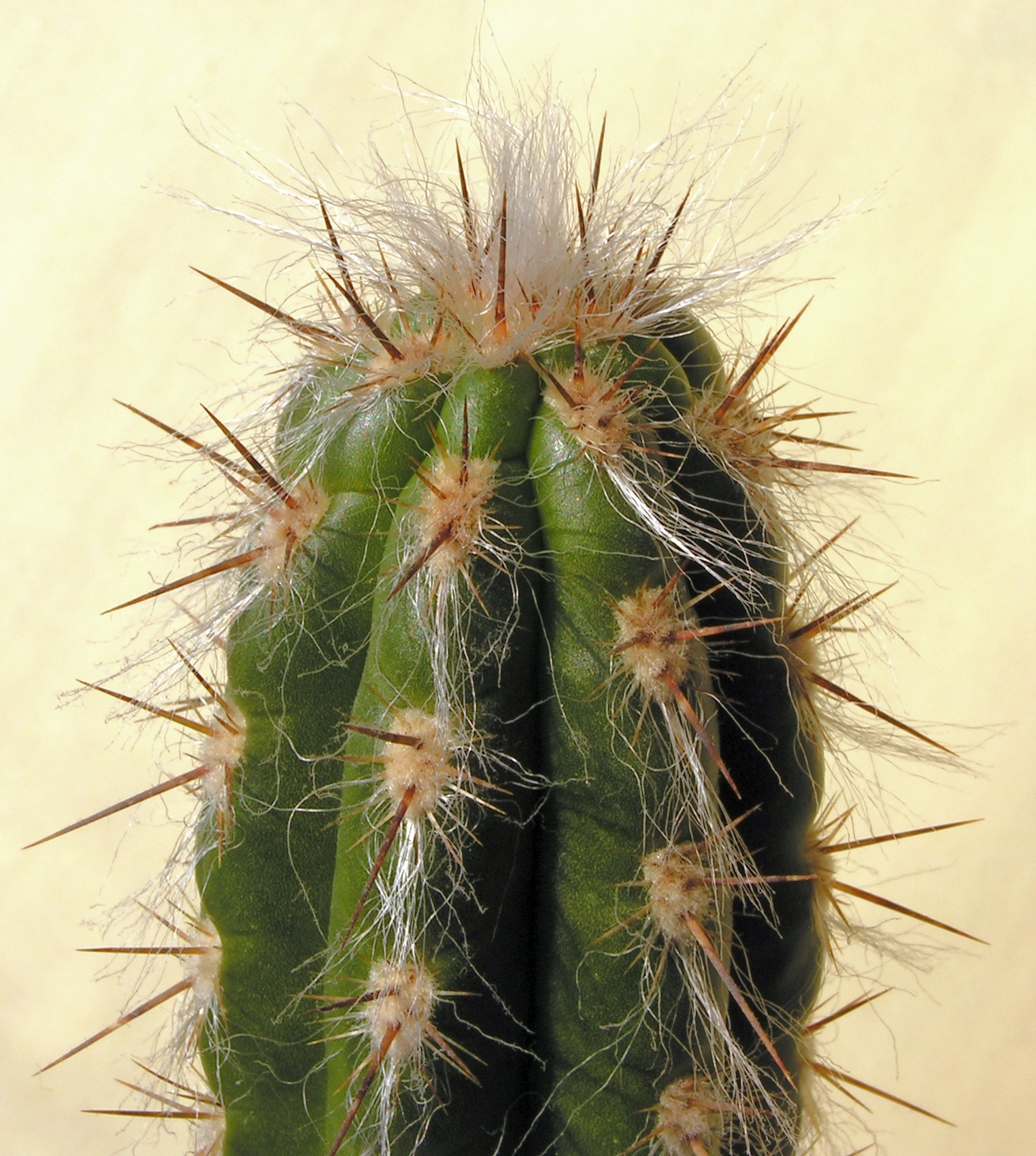
Detalle

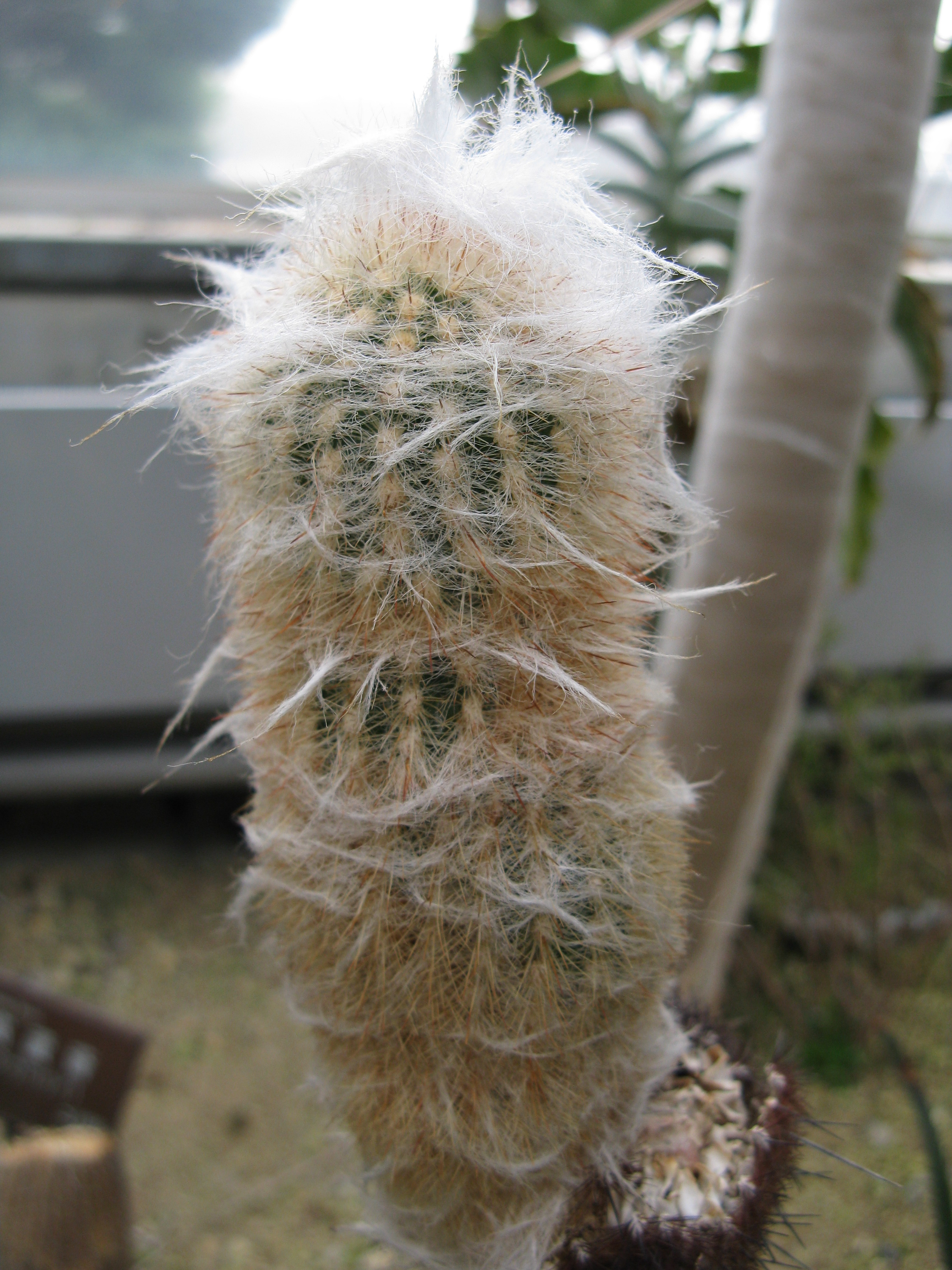
Vista de la planta

## Descripción
Es un cactus arborescente, con un tronco ramificado de hasta 5 m de altura. Las ramas abren en su parte superior alcanzan 12 cm de diámetro, primero crecen horizontalmente y luego se yerguen. Costillas bajas y redondeadas, 20 a 35, con aréolas blancas y circulares, muy próximas, con numerosas espinas radiales cortas y agudas, amarillentas, con su extremidad pardorrojizo. Las dos espinas centrales son robustas y se proyectan hacia fuera, amarillas con la punta rojiza y de 4 a 8 cm de largo. 
Al principio de su crecimiento, las espinas se mezclan con largos y sedosos pelos largos. La zona florífera superior de los artículos tiene un cefalio vertical prominente, de base deprimida, tomentoso y blanquecino, con flores blancas y nocturnas, de 3 a 6 cm de largo. La variedad sericata carece de largas espinas centrales.

## Distribución y hábitat
Espostoa lanata se encuentra en los departamentos de Azuay y Loja, en Ecuador, y las regiones peruanas de Amazonas, Ancash, Cajamarca, Huánuco, Lambayeque y Piura. Crece a 500 a 2.000 metros sobre el nivel del mar.
No se conoce si la especie se encuentra en un área protegida. Las áreas protegidas peruanas Coto de Caza Sunchubamba, Zona Reservada Chancaybaños, Bosque de Protección Pagaybamba, Parque nacional Cutervo y Santuario Nacional Tabaconas Namballe están dentro de su hábitat, pero no existen registros confirmados de su presencia allí.

## Cultivo
Cultivo: se multiplica por semilla y por esqueje.
Observaciones: crecimiento lento, tolera semisombra y pleno sol, requiere un ligero calor invernal, con media mínima de 12 °C. Buen drenaje, manteniendo seco en invierno.

## Taxonomía
Espostoa lanata fue descrita por (Kunth) Britton & Rose y publicado en The Cactaceae; descriptions and illustrations of plants of the cactus family 2: 61–63, f. 87–91. 1920.
Etimología
Espostoa: nombre genérico  fue nombrado en honor de Nicolas E. Esposto, botánico vinculado con el  Colegio Nacional de Agricultura de Lima.
lanata epíteto latino que significa "con lana".
Sinonimia
- Cleistocactus lanatus
- Espostoa sericata
- Espostoa lanata var. sericata
- Cereus sericatus
- Espostoa procera
- Espostoa laticornua
- Cereus dautwitzii
- Pilocereus dautwitzii
- Cereus lanatus
- Cereus lanatus ssp. sericatus
- Pilocereus lanatus
- Oreocereus lanatus
- Cactus lanatus
- Espostoa dautwitzii[4]

## Nombres comunes
- Chuna del Perú, piscol colorado de Quito.[5]